# 摂播五泊
摂播五泊（せっぱんごはく）は、奈良時代の僧侶、行基が開いたとされる播磨・摂津の合わせて5箇所の港。いずれも現在の兵庫県内。
- 室生泊 - たつの市御津町
- 韓泊（福泊）[1] - 姫路市的形町
- 魚住泊[2] - 明石市大久保町
- 大輪田泊 - 神戸市兵庫区
- 河尻泊 - 尼崎市神崎町